# Muscicapa lendu
Muscicapa lendu là một loài chim trong họ Muscicapidae.